# Kusazōshi
Kusazōshi (草双紙) – termin obejmujący swoim znaczeniem różne gatunki literackie okresu Edo (1600-1868) i wczesnego Meiji: masowo produkowane ilustrowane baśnie, nowele i opowiadania, których głównymi odbiorcami miały być kobiety i dzieci. W najszerszym znaczeniu kusazōshi obejmują gatunki: akahon (jap. 赤本 czerwone książki), aohon (jap. 青本 niebieskie książki), kurohon (jap. 黒本 czarne książki), kibyōshi (jap. 黄表紙 żółte okładki) oraz gōkan (jap. 合巻 połączone zwoje); w wąskim sensie, termin dotyczy wyłącznie gōkan. Kusazōshi są podgatunkiem gesaku (戯作).